# Včelka Mája (seriál, 1975)
Včelka Mája (německy Die Biene Maja) je název dětského koprodukčního televizního anime seriálu o dvou řadách, který byl postupně v letech 1975 a 1979 vyroben v Japonsku z produkce Nippon Animation.
Existuje několik různých variant seriálu, které se liší pořadím a počtem dílů, hudbou i názvy postav a ze kterých vychází další jazykové verze, které byly vysílány v mnoha zemích Portugalska, Belgie, Francie, Itálie, Řecka, Československa, Bulharska, Slovinska, Bosny, Španělska, Srbska, Finska, Islandu, Polska, Chorvatska, Maďarska, Austrálie, Spojených států amerických, Kanady, Jižní Afriky, Latinské Ameriky, Izraele, Ruska, Libanonu (jako „Zena“) a Íránu (jako „Níkú“ نیکو) ad.
Česká jazyková verze vychází z německé varianty seriálu, dále například z japonské varianty vznikla korejská a čínská jazyková verze. Japonská varianta dokonce obě německé řady rozlišuje a ve verzích z ní vzniklé jsou považovány za samostatné seriály.
Seriál velmi volně navazuje na knihu Včelka Mája a její dobrodružství, kterou napsal německý autor Waldemar Bonsels v roce 1912. V roce 2013 vzniklo velmi volné pokračování tohoto seriálu.

## První řada
První řada vznikla z koprodukce Japonska, Kanady, Rakouska a Západního Německa v roce 1975. Premiérově byla uvedena na japonské televizní stanici Asahi, následovalo uvedení v Kanadě a Západním Německu.
V Japonsku a v zemích, jejichž jazyková verze vychází z japonské varianty je první řada chápána jako samostatný seriál, který je v Japonsku znán pod názvem みつばちマーヤの冒険 (Micubači Mája no bóken).
Japonská varianta obsahuje v této řadě 55 dílů, zatímco německá varianta a potažmo česká verze má v této řadě pouze 52 dílů.

## Druhá řada
Druhá řada vznikla v roce 1979 v reakci na úspěch první řady. V Japonsku byla představena jako nový seriál pod názvem 新みつばちマーヤの冒険 (Šino micuibači Mája no bókken).
Oproti předešlé řadě jsou díly této řady kresleny mírně odlišným způsobem a obsahují drobné změny. Nejvíce markantní změnou je nová postava myšáka Alexandra. Obě řady však na sebe více méně navazují.
Řada obsahuje ve všech variantách 52 dílů, tedy spolu s první řadou obsahuje japonská varianta 107 dílů a německá, potažmo česká 104 dílů.

## Titulní a závěrečná píseň
V původní japonské variantě jsou použity původní úvodní a závěrečná píseň. Úvodní píseň se jmenuje Micubači Mája no bóken („Dobrodružství včelky Máji“ – 蜜蜂マーヤの冒険) a píseň na konci seriálu má název Ojasumi Mája („Dobrou noc, Májo“ – お休みマーヤ). Obě písničky složil Šózó Ise (伊勢 正三) a nazpíval Cheetah se sborem. Tyto písničky se též objevují v jazykových verzích vycházejících z japonské varianty.
Pro německou variantu složil Karel Svoboda vlastní píseň. Tato píseň je samozřejmě použita ve všech jazykových verzích vycházejících z německé varianty seriálu, čímž je světově nejznámější a velmi rozšířená. Píseň se objevuje například ve francouzské, portugalské, finské, nizozemské a jedné anglické verzi. Německou, českou i slovenskou verzi písně nazpíval Karel Gott, německý text napsal Florian Cusano, český Zdeněk Rytíř, některé evropské verze obsahují orchestrální verzi Svobodovy písně hranou orchestrem Jamese Lasta, případně doplněnou zpěvem sboru. Díky své rozšířenosti byla píseň v roce 2008 nejhranější skladbou moderního českého autora v zahraničí.
V italské variantě se objevují písně Vola l'Apemaia, L'Apemaia va, L'Apemaia in concerto a Ape Ape Apemaia. Písně L'Apemaia a L'Apemaia in concerto nazpívala Katia Svizzero, první píseň je ve většině dílů používaná jako úvodní a druhá píseň jako závěrečná.
První anglická verze měla také vlastní odlišnou hudbu.

## Dabing českého znění
Následuje seznam lidí, kteří namluvili postavy seriálu do české jazykové verze. Ačkoliv většinu stálých postav dabovali více méně stejní lidé, u některých postav jako je teta Kasandra nebo mravenčí velitel občas došlo k výměně dabérů.
| Aťka Janoušková    | Včelka Mája      |
| Milan Stehlík      | Trubec Vilík     |
| Boris Rösner       | Luční koník Hop  |
| Stanislav Fišer    | Myšák Alexandr   |
| Libuše Švormová    | Teta Kasandra    |
| Bohumila Dolejšová | Teta Kasandra    |
| Otto Lackovič      | Mravenčí velitel |
| Jaroslav Kaňkovský | Mravenčí velitel |
| Jiří Novotný       | Mravenčí velitel |
| Eva Jiroušková     | Pavoučice Fidla  |
| Eva Klepáčová      | Beruška          |
| Václav Vydra       | Dešťovka Maxa    |

## Krátké shrnutí příběhu
U Louky vlčího máku se nalézá malý zámek, u kterého se nalézá malý včelí úl. Na začátku jara v neupřesněné době se v něm narodí včelí dělnice Mája (česky namluvila Aťka Janoušková), která začne zvědavě poznávat svět kolem sebe. Po narození se upne na učitelku, tetu Kasandru, později se sblíží s trubcem Vilíkem, se kterým opustí úl a zabydlí se na louce. Tam se postupně seznámí se spoustou dalších nových přátel a s požitky a nástrahami přírody.
Seriálem provází luční koník Hop (v češtině namluvil Boris Rösner), který je jednak jednou z postav příběhů a jednak vyprávěčem.

## Audio
Na motivy původní knihy vyšla v roce 1986 na audiokazetách a gramodeskách namluvená vyprávění, která se originálu přiblížila více než televizní seriál, ze kterého pocházely jen obrázky na přebalu. I hlasy postavám propůjčili jiní herci (Máju mluvila Naďa Konvalinková, Hopa Luděk Sobota).